# Флавій Меробавд
Флавій Меробавд (*Flavius Merobaudes, д/н — 388) — військовий та державний діяч часів пізньої Римської імперії.

## Життєпис
Походив зі знатного франкського роду. Про батьків немає відомостей. Розпочав свою службу за імператора Юліана. У зв'язку з цим отримав прізвище імператорів з 2-ї династії Флавіїв (інша назва династія Костянтина). Діяв переважно у північній Галлії та біля Рейнського кордону.
Користувався довірою імператора Валентиніана I, який у 375 році призначив Меробавда magister militum (головою усього війська). Того ж року з успіхом воював проти германського племені квадів. У 376 році домігся стратити впливового військовика Флавія Феодосія, батька майбутнього імператора Феодосія I.
У 377 році стає консулом (разом з імператором Граціаном). Сприяв оголошенню Августом та співволодарем Граціана його молодшого брата Валентиніана. В цей момент Меробавд став фактичним правителем західної частини Римської імперії. У 378 році не спрямував війська на допомогу імператору Валенту II, який зрештою зазнав поразки від готів у битві при Адріанополі. Того ж року Меробавд відбив атаку германського союзу алеманів на рейнський кордон.
У 383 році вдруге стає консулом (разом з Флавієм Сатурніном). Того ж року Граціана повалив узурпатор Магн Максим, на бік якого зрештою перейшов Меробавд. Магн мав намір зробити того консулом втретє, але передумав та наказав накласти на себе руки. Це Флавій Меробавд й зробив 388 року у Августі Треверорум (сучасне м. Трір, Німеччина).